# Staffan Bohman
Staffan Bohman, född 1949, är en svensk företagsledare och industriman. Bohman har varit verkställande direktör i bolag som Gränges, Sapa AB och DeLaval och styrelseordförande för Electrolux, samt styrelseledamot i Atlas Copco.

## Utbildning
Staffan Bohman avlade studentexamen vid Visby högre allmänna läroverk 1968 och är civilekonom med examen från Handelshögskolan i Stockholm. Vidare har Bohman genomgått Stanford Executive Program vid Stanford Graduate School of Business.  

## Karriär
Staffan Bohman var ekonomidirektör för Alfa Laval AB 1988–1991, samt verkställande direktör för DeLaval 1992–1999 och Gränges/Sapa AB 1999-2004. Bohman har vidare innehaft ett stort antal styrelseuppdrag i näringslivet.
Han har varit styrelseordförande i Electrolux, Höganäs, Cibes LiftGroup , Upplands Motor och Ipco, samt vice ordförande i Radisson Hotels, Scania, EDB Business Partner, och Swedfund International. 
Han har även varit styrelseledamot i Atlas Copco, Trelleborg, Boliden AB, Ratos, InterIKEA Holding, Sapa, OSM, Rolling Optics, Dynapac och Vattenfall.
Utanför bolagssektorn  har Bohman varit engagerad som styrelseordförande i Ersta Diakoni, Tysk-svenska Handelskammaren, IIB Institute of International Business at SSE, Näringslivets skattedelegation och IFN  Institutet för Näringslivsforskning. Han har varit vice ordförande i Kollegiet för svensk bolagsstyrning och i SNS Förtroenderåd. 
2024 är han ledamot av Kungl. Ingenjörsvetenskapsakademien avd IX och styrelseledamot i Åke Wibergs stiftelse.